# Martin Henmark
Martin Ragnar Carlsson Henmark, född 11 juli 1909 i Mistelås församling, Kronobergs län, död 8 mars 1977 i Hässleholms församling, Kristianstads län, var en svensk major och politiker (folkpartist). 

## Biografi
Martin Henmark, som kom från en lantbrukarfamilj, tog officersexamen 1935 och tjänstgjorde 1940 i de svenska frivilligtrupperna i finska vinterkriget. Han fortsatte därefter som yrkesofficer, från 1974 som major. Han var även ledamot i Hässleholms stadsfullmäktige (senare kommunfullmäktige) 1955-1976, bland annat som skolstyrelsens ordförande 1967-1970. 
Han var riksdagsledamot för Kristianstads läns valkrets från 1971 till sin död 1977. I riksdagen var han bland annat ledamot i civilutskottet 1976-1977. Han var särskilt engagerad i socialpolitik och kommunikationer.